# Coenosia luteipes
Coenosia luteipes este o specie de muște din genul Coenosia, familia Muscidae, descrisă de Ringdahl în anul 1930. Conform Catalogue of Life specia Coenosia luteipes nu are subspecii cunoscute.